# Беатрис Савойська
Беатріса Савойська (бл. 1205 — грудень 1266 або 4 січня 1267) — графиня Провансу і Форкальк'є, дочка графа Савойського Томаса I і Маргарити Женевської.

## Біографія
Рік народження невідомий. Була сьомою дитиною савойського графа Томаса I та його дружини Маргарити Женевської. У Беатрис було 10 братів і 4 сестри.
За хроністом Матвія Паризького, Беатріса Савойська була «жінкою разючої краси».
5 червня 1219 була заручена з графом Прованса Раймундом Беренгером IV (V). Шлюб було укладено у грудні 1220 року.
Єдиний син Раймунда Беренгера та Беатріси помер у дитинстві. Дочки Раймунда та Беатріси — Маргарита, Елеонора, Санча та Беатріса були дуже вдало видані заміж.
Раймунд Беренгер помер 19 серпня 1245 року. Відповідно до заповіту, успадкувала йому молодша з дочок, Беатріса, разом із чоловіком, графом Карлом I Анжуйським.
За заповітом Беатрісі було призначено вдовину частку. Однак незабаром вона посварилася зі своїм зятем Карлом, через вдовину долю: Беатріса зажадала собі під управління графство Форкальк'є, а також право користуватися власністю покійного чоловіка в Провансі.
Коли Карл вперше прибув у Прованс в 1246, то з ним прибула велика кількість юристів і рахівників, які приступили до вивчення його графських прав і привілеїв. Це викликало хвилювання провансальської знаті на чолі з Барралем де Бо та Боніфацієм де Кастеллан, яке підтримала Беатріса Савойська.
В 1248 Карл зібрався відправитись в Хрестовий похід зі своїм братом, королем Людовіком IX. Часу на те, щоб заспокоїти провансальську знать, він не мав. Але він зміг домовитися з Беатрісою Савойською, якій поступився Форкальк'є і третиною доходів з Провансу.
Однак у 1256 Беатріса знову посварилася з Карлом. Лише у листопаді 1256 року за посередництва короля Людовіка IX Беатріса помирилася з Карлом. Людовік умовив її поступитися Форкальк'є і претензіями на доходи з Провансу Карлу, натомість король зобов'язався виплатити з французької скарбниці велику грошову виплату та довічну ренту. Після цього Беатріса перебралася в Лез-Ешель у Савойї.
Беатріса померла в грудні 1266 або 4 січня 1267.

## Родина
Чоловік —  Раймунд Беренгер IV (бл. 1198—1245), граф Прованський
Діти:
- Маргарита (1221—1295) — чоловік Людовік IX Святий, король Франції з 1226
- Елеонора (бл. 1223—1291) — чоловік: з 14 січня 1236 Генріх III, король Англії з 1216
- Санча (бл. 1225—1261) — чоловік Річард Корнуельський, граф Корнуелла з 1227, римський король з 1257
- Раймунд (помер у дитинстві)
- Беатріса (1232/1234—1267) — графиня Провансу і Форкальк'є з 1246; чоловік Карл I Анжуйський (1227—1285), король Сицилії в 1266—1282 роках, король Неаполя з 1266 року, граф Анжу і Мена з 1246 року, граф Прованса і Форкалькьє з 12 року, король Албанії з 1272 року, князь Ахейський з 1278 року